# Phorcys (Mond)
Phorcys ist die kleinere Komponente (Mond) des Doppelasteroiden-Systems des SDO-Asteroiden und Zentauren (65489) Ceto. Sein mittlerer Durchmesser beträgt rund 171 Kilometer, womit er nur etwa 23,3 % kleiner als der Mutterasteroid ist.

## Entdeckung und Benennung
Phorcys wurde am 11. April 2006 von Keith Noll, Harold Levison, Will Grundy und Denise Stephens bei Beobachtungen mit dem Hubble-Weltraumteleskop entdeckt bzw. als individueller Körper erkannt. Phorcys wurde bei 0,085 ± 0,002 Bogensekunden Abstand zu dem drei Jahre zuvor entdeckten Ceto gefunden, mit einer Differenz der scheinbaren Helligkeit von 0,6. Die Entdeckung wurde im August 2006 bekanntgegeben; der Begleiter erhielt die vorläufige Bezeichnung S/2006 (65489) 1.
Am 23. November 2006, zusammen mit den Systemen Typhon/Echidna und Logos/Zoe, wurden die beiden Körper von der Internationalen Astronomischen Union (IAU) dann offiziell nach Phorkys benannt, ein als Greis dargestellter Meeresgott in der griechischen Mythologie, Sohn des Pontos und der Gaia. Mit seiner Schwester, dem Meeresungeheuer Keto, zeugte er die Gorgonen, die Graiai sowie Echidna und Ladon. Hauptsächlich berühmt ist er wegen seiner ungeheuerlichen Nachkommenschaft.

## Bahneigenschaften

Phorcys und Ceto umkreisen einander in einer beinahe kreisförmigen Umlaufbahnen zwischen 1.813 und 1.868 km Abstand zu den gemeinsamen Zentren (Große Bahnhalbachse 1841 km beziehungsweise 16,5 Ceto- oder 21,5 Phorcysradien. Dies ergibt einen mittleren Abstand beider Oberflächen von etwa 1644 km, wenn man von einer runden Form beider Körper ausgeht). Da beide um den gemeinsamen Schwerpunkt kreisen, ist das System als Doppelasteroiden-System – vergleichbar mit (79360) Sila-Nunam aufzufassen. Die Bahnexzentrizität von Phorcys beträgt höchstens 0,015, die Bahn ist 68,8° gegenüber der Äquatorebene von Ceto geneigt.
Die Orbits der beiden Körper umeinander sind in mehrerer Hinsicht besonders. Die Umlaufbahn von Ceto um Phorcys unterscheidet sich aufgrund einer Neigung von 116,6° wesentlich von der Umlaufbahn von Phorcys um Ceto, die Bahnen sind dadurch um 47,8° gegeneinander verkippt. Zudem kreisen gemäß den unterschiedlichen Winkeln die beiden Körper – im Bezug zu Cetos Äquatorebene und Drehrichtung – in unterschiedlichem Drehsinn: Phorcys prograd und Ceto retrograd um das Baryzentrum. Die Bahnexzentrizität von Ceto ist dagegen mit höchstens 0,0013 höchstwahrscheinlich nur unwesentlich kleiner.
Phorcys und Ceto umrunden einander in 9 Tagen, 13 Stunden und 17,8 Minuten, was etwa 38.500 Umläufen in einem Ceto-Jahr (1007 Erdjahre) entspricht. In diesem Binärsystem dauert ein Monat dementsprechend 51,76 Ceto-Tage.
Das Ceto/Phorcys-System wird vielleicht als zweitentdecktes Doppel-Zentaurensystem angesehen, gemäß einer erweiterten Definition eines Zentauren als ein Objekt mit einer nicht-resonanten Umlaufbahn mit einem Perihel innerhalb der Bahn von Neptun (den das System 1989 passiert hat).

## Physikalische Eigenschaften

### Größe / Oberfläche
Phorcys hat einen Durchmesser von geschätzten 171 km (etwa 76,7 % des Zentralkörpers), beruhend auf dem für Ceto entsprechenden angenommenen gleichen Rückstrahlvermögen von 5,8 %. Die Oberfläche ist damit ausgesprochen dunkel. Der Massenanteil von Phorcys im System beträgt 30,9 %. Sein Durchmesser war zuvor auf 132 km geschätzt worden.

### Innerer Aufbau
Der binäre Charakter des Systems hat es ermöglicht, die Masse des Systems direkt zu berechnen, wobei der Massenanteil von Ceto im System 69,1 % beträgt. Dies lieferte auch weitere Hinweise auf die innere Zusammensetzung beider Komponenten. Die Dichte des Systems wurde mit 1,37 g/cm³ als relativ tief errechnet. Falls das System im Innern nicht porös ist (→Rubble Piles), besteht es aus einer Wassereis-Gestein-Mischung, wobei der Gesteinsanteil etwa 50 % beträgt.
Es wurde die Hypothese aufgestellt, dass Gezeitenkräfte, zusammen mit anderen potentiellen Hitzequellen (zum Beispiel Kollisionen oder 26Al-Strahlung) die Temperatur möglicherweise ausreichend erhöht haben, um amorphes Eis zu kristallisieren und die Leerräume in beiden Körpern aufzufüllen. Dieselben Gezeitenkräfte könnten für die quasi-runden Umlaufbahnen der beiden Komponenten verantwortlich sein.

## Erforschung
Seit der Entdeckung 2006 konnte Phorcys durch Kombination von Hubble- und Spitzer-Weltraumteleskop sowie durch erdgebundene Teleskope beobachtet werden und dabei seine Größe und seine Bahnelemente bestimmt werden.